# Andrew Conway Ivy

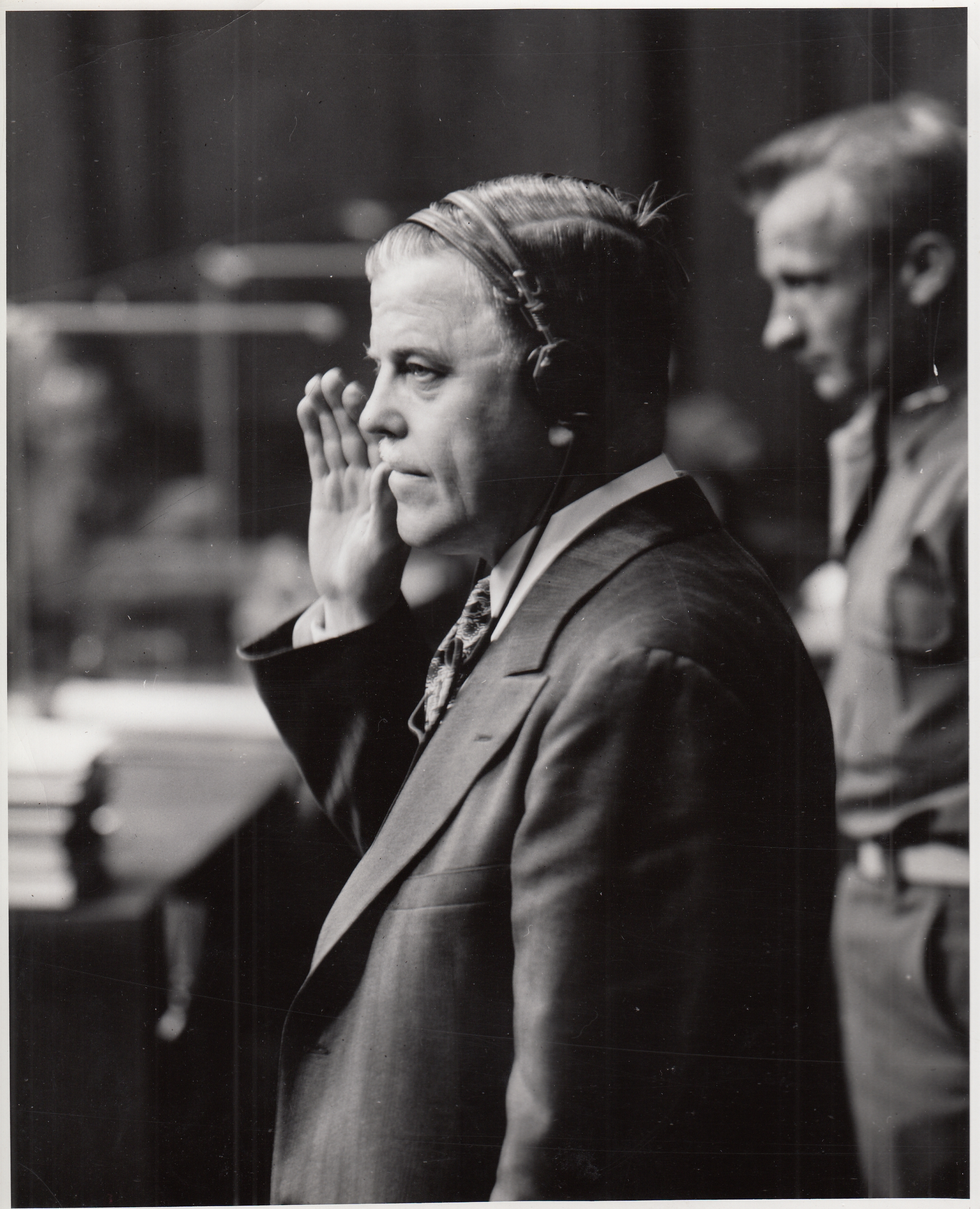
Andrew Conway Ivy, 1946 als Experte beim Nürnberger Ärzteprozess

Andrew Conway Ivy (* 25. Februar 1893 in Farmington (Missouri); † 7. Februar 1978 in Oak Park, Illinois) war ein US-amerikanischer Physiologe. 1928/1929 entdeckte er mit Eric Oldberg das Cholecystokinin.

## Leben
Ivy wuchs in Cape Girardeau (Missouri) auf. Sein Vater unterrichtete Chemie, seine Mutter Biologie. Er besuchte zunächst das Southeast Missouri State Teachers College in Cape Girardeau und erwarb 1913 den Bachelor. Da aus Geldmangel ein Medizinstudium nicht in Frage kam, nahm er zunächst eine Stelle als Lehrer und Trainer an der High School in Clarksdale (Missouri) an. 1915 hatte er genug Geld für das Studium gespart und bewarb sich erfolgreich an der University of Chicago.
1916 erwarb Ivy den Bachelor of Science, 1917 den Master of Science in Physiologie und 1918 auch den Ph.D. an der University of Chicago. Bis 1922 studierte er Medizin am Rush Medical College, parallel war er 1919 bis 1923 Assistent in der Physiologie an der School of Medicine der Loyola University. Beides löste er, indem er abwechselnd sechs Monate arbeitete und studierte. Von 1923 bis 1925 war er Assistent an der University of Chicago. Von 1926 bis 1945 leitete Ivy die Abteilung für Physiologie und Pharmakologie der Northwestern University Medical School. Von 1946 bis 1953 war Ivy Vizepräsident der University of Illinois und 1953 bis 1962 Professor für Physiologie an dieser Universität. 1962 wechselte er an die Roosevelt University, wo er bis 1966 eine Forschungsprofessur innehatte. Ivy war Freund und überzeugter Unterstützer des Hepatologen Hans Popper (1903–1988). 
Ivy verfasste etwa 2000 wissenschaftliche Arbeiten, vorwiegend zur Verdauungsphysiologie und Pharmakologie. Darüber hinaus beschäftigte er sich mit Fortpflanzungsphysiologie, Flugmedizin und Krebsforschung. Durch sein Eintreten für das umstrittene Krebs-Medikament Krebiozen isolierte er sich von seinen Fachkollegen, erst Mitte der 1970er Jahre nahm er wieder an den Tagungen der American Physiological Society teil, deren Präsident er von 1939 bis 1941 war.

## Die Entdeckung des Cholecystokinins
Die Gallenblase galt Anfang des 20. Jahrhunderts als nutzloses, aber häufig Beschwerden verursachendes Organ. Die Auffassung, dass die einmal in die Gallenblase gelangte Galle dort für immer verbleibt, war weit verbreitet. Daher wurde die Gallenblase bei Bauchoperationen häufig prophylaktisch entfernt. Daneben existierte die Vorstellung, dass die Gallenblase über eine Art melkende Funktion des Gallengangs entleert wird.
Ivy vermutete eine hormonelle Regulation der Gallenentleerung. Er bat den Chirurgen Eric Oldberg, mit ihm eine Katze zu operieren, um den Druck der Gallenblase kontinuierlich messen zu können. Der Katze verabreichte er eine wässrige Lösung Sekretin A1. Sekretin war 1902 von William Bayliss und Ernest Starling entdeckt worden, und Ivy vermutete, dass ein ähnliches Hormon in dem Stoffgemisch enthalten ist, welches die Gallenblase anregt. Er applizierte die Lösung und die Gallenblase der Katze kontrahierte sich.